# Anton Wänker von Dankenschweil
Anton Sebastian Wänker von Dankenschweil (* 4. November 1778 in Sankt Petersburg; † 25. Oktober 1861 in Freiburg im Breisgau) war ein großherzoglich badischer Geheimer Hofrat, sowie Medizinalrat und Stadtamtsphysikus in Freiburg im Breisgau.

## Leben
Anton kam in St. Petersburg als Sohn des Anton Xaver Regalat Wänker von Dankenschweil (1747–1821) und der Charlotte Gronwald (1753–1833) zur Welt. Er heiratete am 12. August 1804 Maria Theresia Stutz (1782–1861) und war Vater von Ludwig (1805–1880), Otto (1808–1885), Nathalie (* 1812) Kuno (1813–1879) und Emma (* 1815).
1837 bekam er das Ritterkreuz des Zähringer Löwenordens verliehen, 1855 ging er in den Ruhestand.